# Ибърски мост
Ибърският мост или Митровски мост, наричан още Аустерлиц (Austerlitz), е нов мост, свързващ бреговете на река Ибър в разделения на етнически признак град Косовска Митровица, Косово. В последните години мостът се е превърнал в символ както на града, така и на етническата нетолерантност в Косово.

## Символ
Новият мост е единия от общо трите моста в Митровица и основен пункт свързващ както двете разделени части на града (южна и северна), така и обособилите се две етнически части на Косово (основна предимно албанска и северна сръбска). Албанците живеещи в северната част на Косовска Митровица не могат да се завърнат по домовете си, като реципрочно и сърбите от южната част на града не смеят също да се приберат.

## История
На практика мостът маркира границата на етническата сръбска територия още от средновековието. Северно Косово географски, етнически и исторически принадлежи към историко-географската област Рашка.  Преди близо 1000 години първата жена историчка в световната история Анна Комнина в своята „Алексиада“ описва началото на сръбските земи идвайки по пътя от Липлян.  Днес отново на същото място намираме сръбската етническа граница и територия.

## Политика
След инвазията на НАТО в Косово през 1999 г. Сърбия губи de facto суверенитета и контрола върху областта. След декларацията за независимост на Косово от 17 февруари 2008 г. се оформя загуба и de jure на косовската територия за Сърбия. В този контекст съществуват немалко индикации, че сръбската външна политика ще следва примерите с Република Сръбска Крайна в Хърватия и с Република Сръбска в Босна и Херцеговина и по отношение сръбския анклав в Северно Косово. Митровският мост над Ибър е военен контролно-пропускателен пункт към Северно Косово, чиято територия de facto не е под контрола на косовското правителство. Охраната и реда във военната зона на Северно Косово е поверена на френския контингент от КФОР.

## Предизвикателства
Удовлетворяването на сръбските аспирации към етническа подялба на Косово могат да доведат до прецедент с непридвидими последици за европейската и международна сигурност. До момента международната общност следва принципа за междудържавна граница в бивша Югославия да се признава заварената административна граница между бившите югорепублики и автономни окръзи в състава на бившата федерация. Нарушаването на този принцип под натиска на сръбския национализъм неминуемо руши на етническа основа крехкия геополитически баланс на силите в размирния балкански регион. За момента тази тенденция е овладяна, тъй като на власт в Сърбия е Демократичаската партия на президента Борис Тадич.